# Okular
Okular (latin ocularis, av oculus, öga) är  det  närmast  ögat liggande linssystemet  i kikare, teleskop, mikroskop och andra optiska instrument. Okularet fungerar i princip som en lupp. Okularet kan vara antingen enkelt eller sammansatt, det vill säga bestående av en eller flera linser.

## Galleri

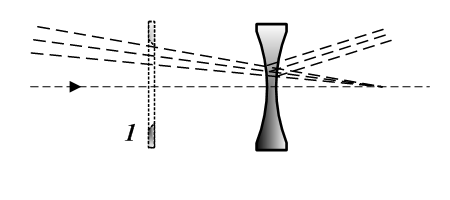
Galilean okular
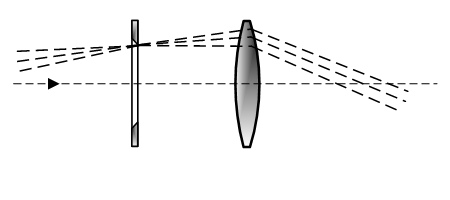
Kepler okular
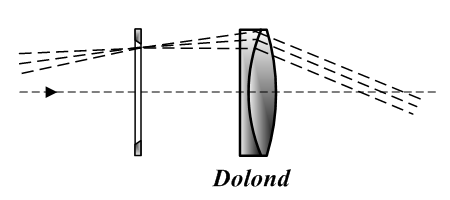
Dolond okular
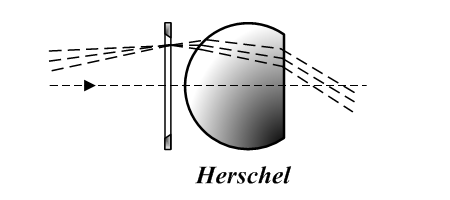
Herschel okular
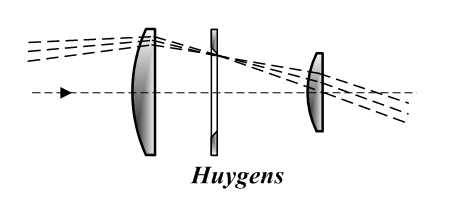
Huygens okular
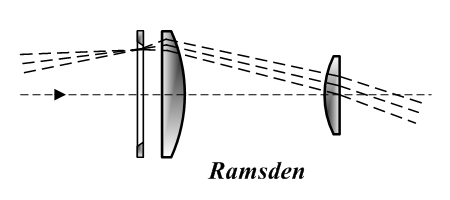
Ramsden okular
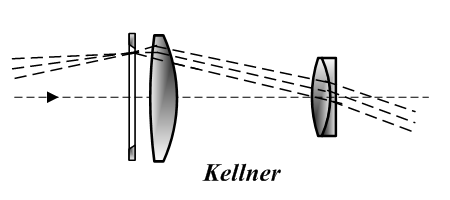
Kellner okular
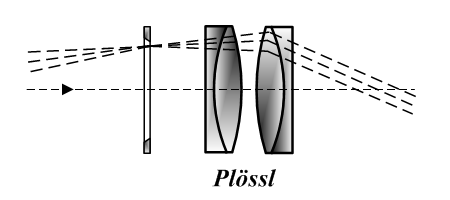
Plössl okular
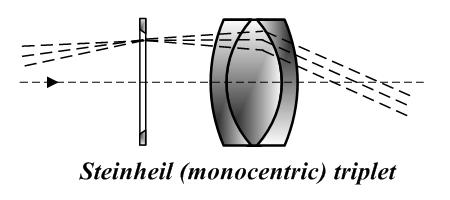
Steinheil okular
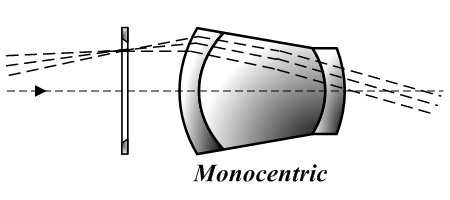
Monocentric okular
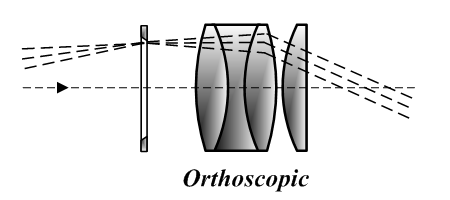
Orthoscopic okular
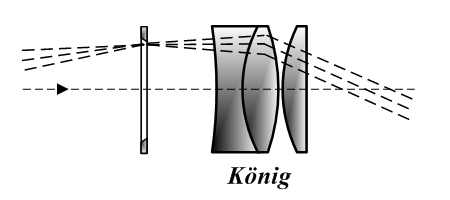
König okular
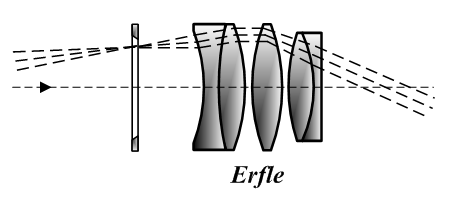
Erfle okular
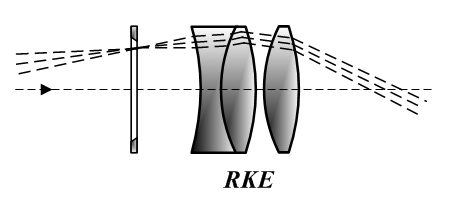
RKE okular
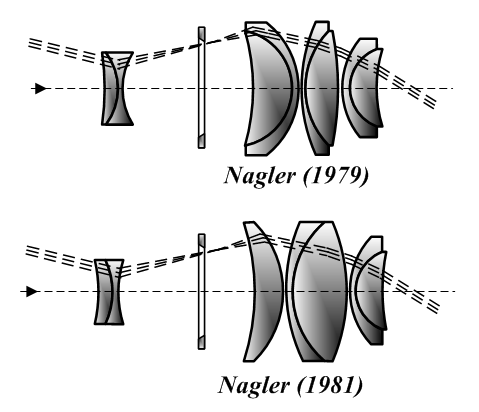
Nagler okular
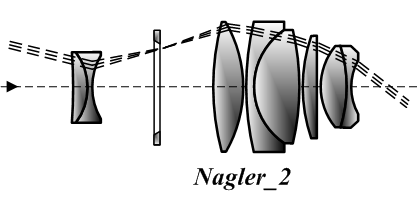
Nagler okular